# Льюис, Рег
Реджинальд «Рег» Льюис (англ. Reginald "Reg" Lewis; 7 марта 1920 — 2 апреля 1997) — английский футболист, выступавший на позиции нападающего и проведший всю свою карьеру в лондонском «Арсенале». За 176 матчей во всех турнирах забил 116 голов и занимает 12-е место в рейтинге лучших бомбардиров за всю историю клуба.

## Игровая карьера
Рег Льюис родился 7 марта 1920 года в местечке Билстон (Стаффордшир), вырос в Южном Лондоне. Воспитанник школы клуба «Маргейт», фарм-клуба лондонского «Арсенала». С 1935 по 1953 годы был бессменным игроком «Арсенала», дебютный матч провёл 1 января 1938 года против «Эвертона», забив в этой встрече гол. В сезоне 1937/1938 он провёл 4 матча и забил два гола, вследствие чего, согласно регламенту, не мог быть награждён медалью чемпиона Англии. В сезоне 1938/1939 он сыграл 16 матчей в Первом дивизионе и в Кубке Англии, забив 7 голов; последующая карьера была прервана Второй мировой войной.
Во время Второй мировой войны Льюис сыграл 130 неофициальных матча и забил 143 гола, в том числе четыре гола в Южном финале Военного кубка Футбольной лиги, когда был разгромлен «Чарльтон Атлетик» со счётом 7:1. Ближе к концу войны Льюис был направлен проходить службу в группу британских войск на Рейне в Британской оккупационной зоне, а в 1946 году вернулся в основной состав команды. 24 августа 1946 года он был заявлен на благотворительный матч сборных Англии и Шотландии, заменив Томми Лоутона в английской сборной: все средства, собранные от продажи билетов на матчи, шли в помощь пострадавшим в результате трагедии на «Бернден Парк».
В сезоне 1946/1947 Льюис стал лучшим бомбардиром клуба в сезоне, забив 29 голов. В сезоне 1947/1948 он играл вместе с Ронни Руком, и этот дуэт забил 47 голов, что принесло «Арсеналу» титул чемпиона Англии (победитель Первого дивизиона). В сезоне 1949/1950 Льюис забил 19 голов в 31 матче регулярного чемпионата и сыграл два матча за вторую сборную, но главным его достижением стали два гола в финале Кубка Англии, которые принесли «Арсеналу» победу над «Ливерпулем». Из-за травм он стал играть реже: в сезоне 1951/1952 провёл всего 12 матчей, а в сезоне 1952/1953 — ни одного, что вынудило его завершить карьеру. Со 116 голами в 176 матчах он занял 12-е место в рейтинге лучших бомбардиров «Арсенала».
После карьеры игрока Льюис некоторое время владел пабом, а затем продолжил работать в сфере страхования. Скончался 2 апреля 1997 года в Чедуэлл-Хите (Лондон).

## Достижения
- Чемпион Англии: 1947/1948[3]
- Обладатель Кубка Англии: 1949/1950[3]